# 조 콘리
조 콘리(Joe Conley, 1928년 3월 3일 ~ 2013년 7월 7일)는 미국의 배우, 텔레비전 배우, 영화배우이다.

## 영화
- 캐스트 어웨이 (2000년)
- 월튼네 사람들 (1972년)
- 미스터 에드 (1961년)